# Carinodes fastidiosissimus
Carinodes fastidiosissimus är en stekelart som först beskrevs av Cameron 1885.  Carinodes fastidiosissimus ingår i släktet Carinodes och familjen brokparasitsteklar. Inga underarter finns listade.